# Paula Raymond

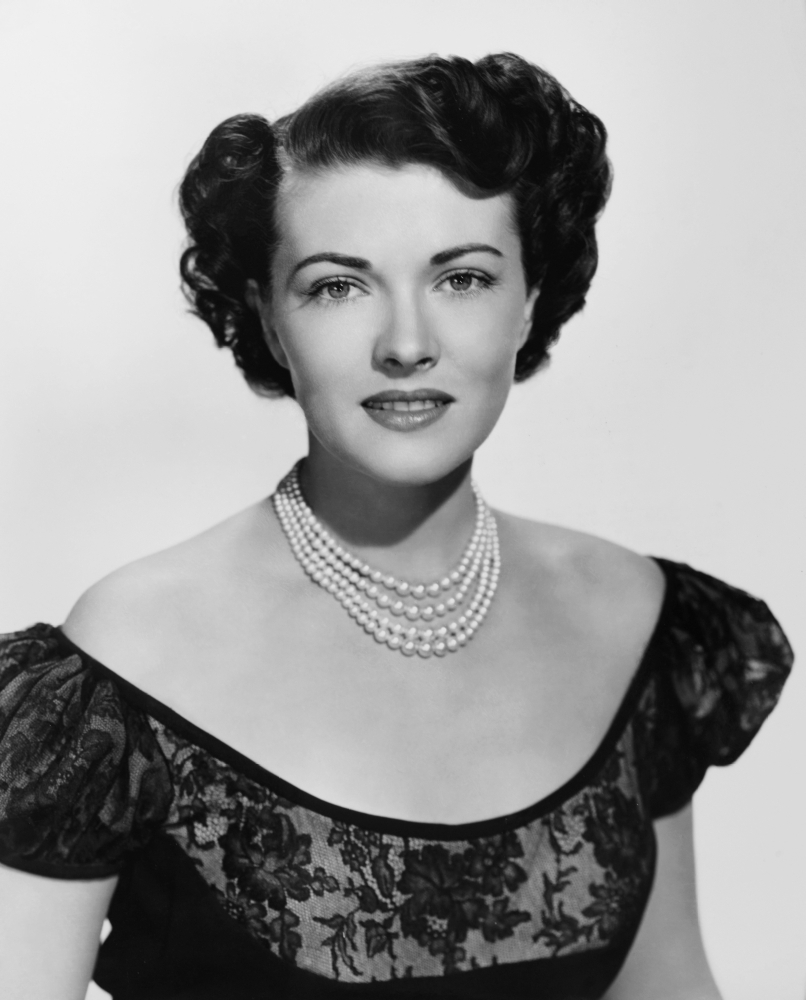
Paula Raymond (1959 - amerikanische Schauspielerin)

Paula Raymond, geboren als Paula Ramona Wright (* 23. November 1924 in San Francisco, Kalifornien; † 31. Dezember 2003 in West Hollywood, Kalifornien), war eine US-amerikanische Schauspielerin, Sängerin, Tänzerin und Fotomodell mit Kurzzeitkarriere im Hollywood der ausgehenden 1940er und frühen 1950er Jahre.

## Leben
Die gebürtige Paula Ramona Wright besuchte bis 1942 das San Francisco Junior College ihrer Heimatstadt und begann anschließend ihre künstlerische Laufbahn an kleinen Theatergruppen sowie als Konzertsängerin in San Francisco. Hauptrollen an der Bühne spielte sie u. a. in „Peter Pan“ und „Ah! Wilderness“. Als Koloratursopranistin trat sie u. a. in „Madame Butterfly“, „Aida“ und „Rigoletto“ auf. Als Ballerina sah man Paula Raymond in jungen Jahren ebenfalls, beim Opernballett von San Francisco. Ein weiteres Zubrot verdiente sie sich als klassische Pianistin sowie als Fotomodell. 
Ihre Filmkarriere startete die dunkelhaarige Nachwuchskünstlerin – abgesehen von einem Miniauftritt, den sie bereits 1938 unter dem Signum Paula Rae Wright absolvierte – als Paula Raymond 1947. Nach einigen Auftritten in B-Filmen und zwei ambitionierteren Großproduktionen des Jahres 1949 („Verlorenes Spiel“ mit Barbara Stanwyck und James Mason und „Ehekrieg“ mit Spencer Tracy und Katharine Hepburn) erhielt Paula Raymond noch im selben Jahr von ihrer Vertragsfirma MGM die weibliche Hauptrolle in zwei weiteren A-Filmen zugesprochen: In Anthony Manns ein positives Bild der amerikanischen Ureinwohner zeichnendem Western „Fluch des Blutes“ musste sie leidenschaftlich „Rothaut“ Robert Taylor anschmachten, in dem hochdramatischen Politthriller „Hexenkessel“ wurde sie als Cary Grants Ehefrau von lateinamerikanischen Revoluzzern entführt, um ihren Mann, einen Chirurgen, dazu zu bringen, einen unter seinem Messer liegenden, despotischen, an einem Gehirntumor leidenden Diktator (gespielt von José Ferrer) bei der anstehenden Operation sterben zu lassen. 
Auch in einer Reihe weit weniger spektakulärer Filme zu Beginn der 1950er Jahre gab man der Schauspielerin eine Reihe von Rollenaufgaben, die sie zumeist auf das adrette Anhängsel des Helden der Geschichte reduzierte. 1953 sah man sie mit der weiblichen Hauptrolle an der Seite von Paul Hubschmid in dem mittlerweile Kultstatus besitzenden Monster-Trashfilm Panik in New York. Nach ihren Auftritten mit Nebenrollen in A-Filmen an der Seite von Rex Harrison (in „Der Talisman“) und Gary Merrill (in „Immer jagte er Blondinen“) kam Raymonds Hollywood-Kinokarriere 1955 quasi zum Erliegen. Fortan trat die wenig charismatische Brünette verstärkt als Gaststar in Fernsehserien wie „Perry Mason“, „77 Sunset Strip“, „Wyatt Earp“, „Maverick“, „Chicago 1930“, „Bat Masterson“, „Peter Gunn“ und „Solo für O.N.C.E.L.“ auf. Zum Kinofilm kehrte Paula Raymond sporadisch nur noch in den 1960er Jahren bei nahezu durchgehenden No-Name-Produktionen zurück.

## Filmografie (Auswahl)
- 1938: Keep Smiling
- 1947: Mädchen für Hollywood (Variety Girl)
- 1948: Rusty Leads the Way
- 1948: Racing Luck
- 1948: Blondie’s Secret
- 1948: Challenge of the Range
- 1949: Ehekrieg (Adam's Rib)
- 1949: Sons of New Mexico
- 1949: Verlorenes Spiel (East Side West Side)
- 1949: Hexenkessel (Crisis)
- 1950: Fluch des Blutes (Devil's Doorway)
- 1950: Die Venus verliebt sich (Duchess of Idaho)
- 1950: Mein Mann will heiraten (Grounds For Marriage)
- 1951: Von Gier besessen (Inside Straight)
- 1951: Karneval in Texas (Texas Carnival)
- 1951: Verschwörung im Nachtexpreß (The Tall Target)
- 1952: Verkauft und verraten (The Sellout)
- 1952: Banditen von Korsika (The Bandits of Corsica)
- 1953: Chicago – 12 Uhr Mitternacht (City That Never Sleeps)
- 1953: War es die große Liebe? (The Story of Three Loves)
- 1953: Panik in New York (The Beast From 20000 Fathoms)
- 1954: Der Talisman (King Richard and the Crusaders)
- 1954: Immer jagte er Blondinen (The Human Jungle)
- 1955: The Gun That Won the West
- 1960: The Flight That Disappeared
- 1962: Hand of Death
- 1965: Der Spion mit meinem Gesicht (The Spy With My Face)
- 1967: Dracula und seine Opfer (Blood of Dracula’s Castle)
- 1969: Fünf blutige Gräber (Five Bloody Graves)